# ورزشگاه تومبا
ورزشگاه تومبا (انگلیسی: Toumba Stadium) یک ورزشگاه فوتبال در سالونیک، یونان است.
این ورزشگاه که در سال ۱۹۵۹ تأسیس شده دارای ۲۹٬۰۰۰ نفر ظرفیت می‌باشد و ورزشگاه خانگی باشگاه فوتبال پائوک محسوب می‌شود.

## نگارخانه

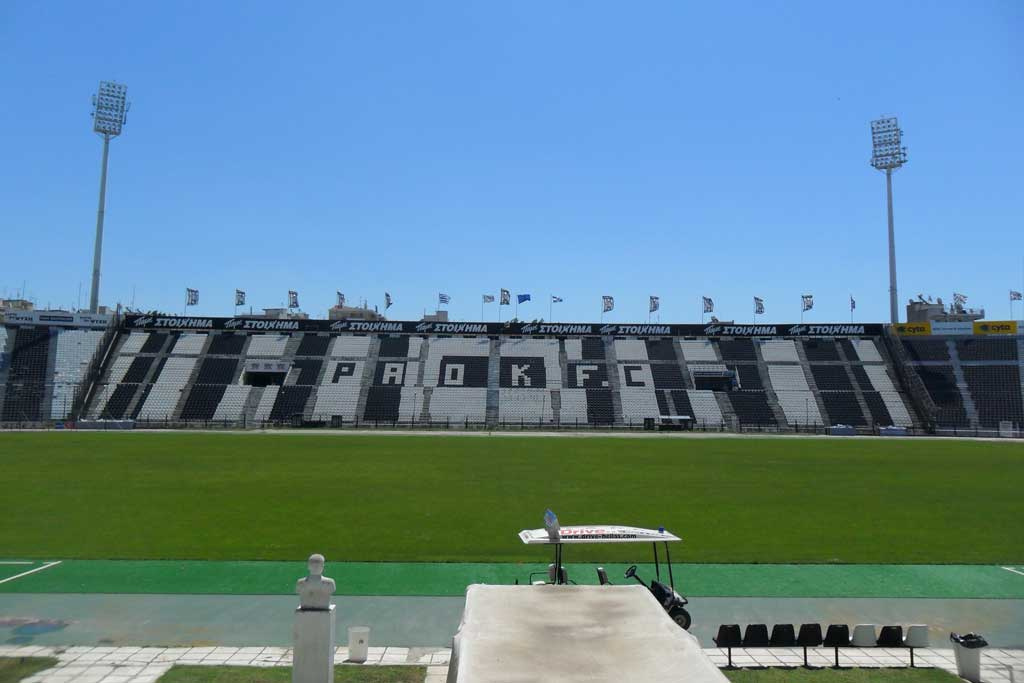
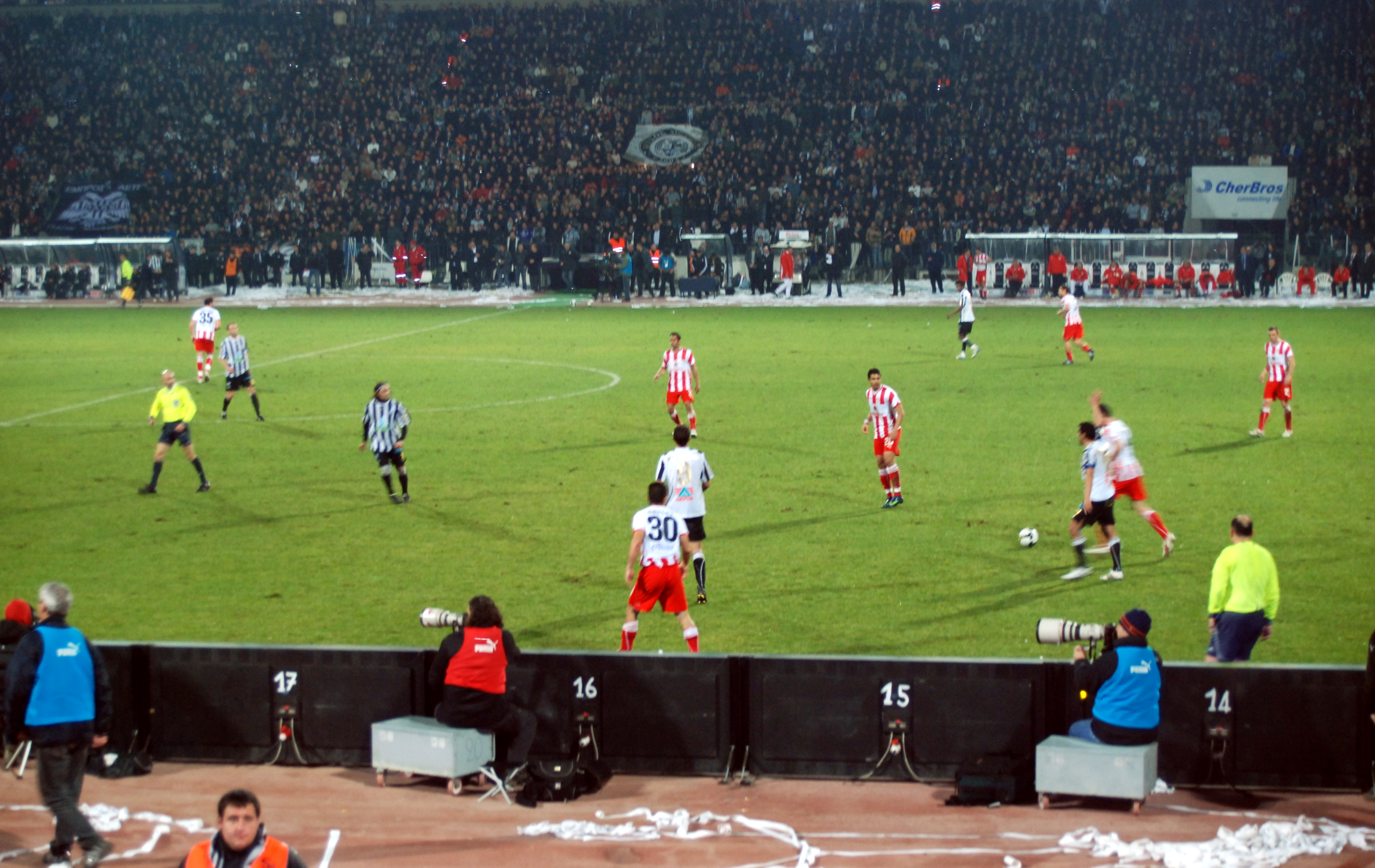
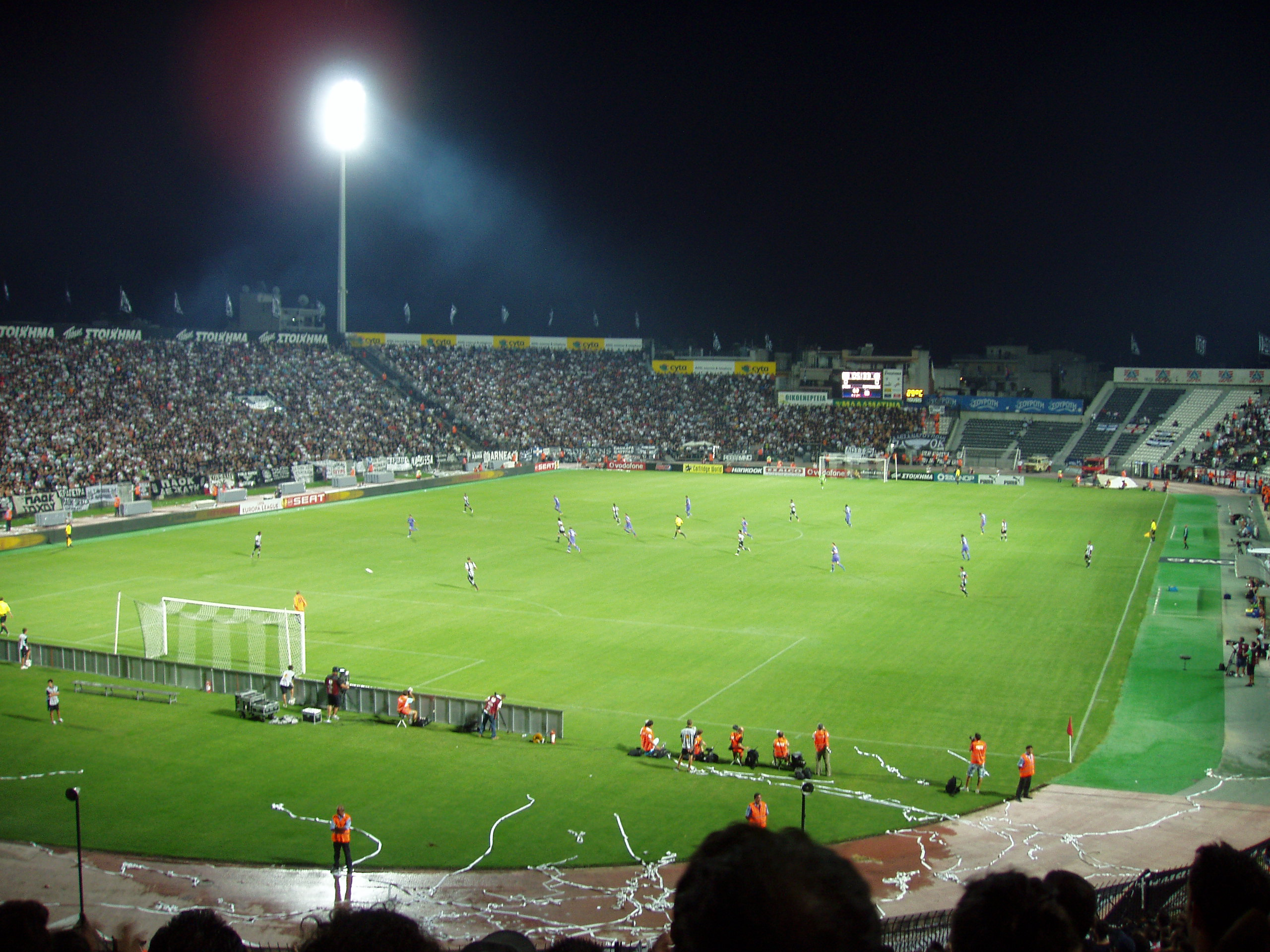
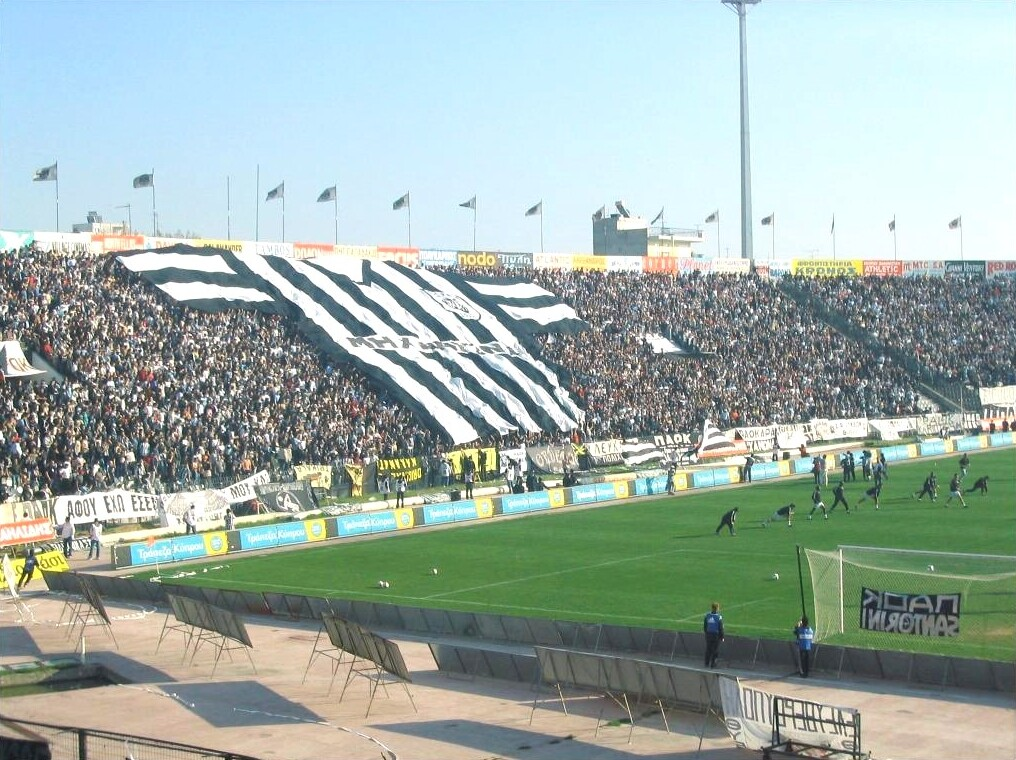